# Willem Leonard Pieter Arnold Molengraaff

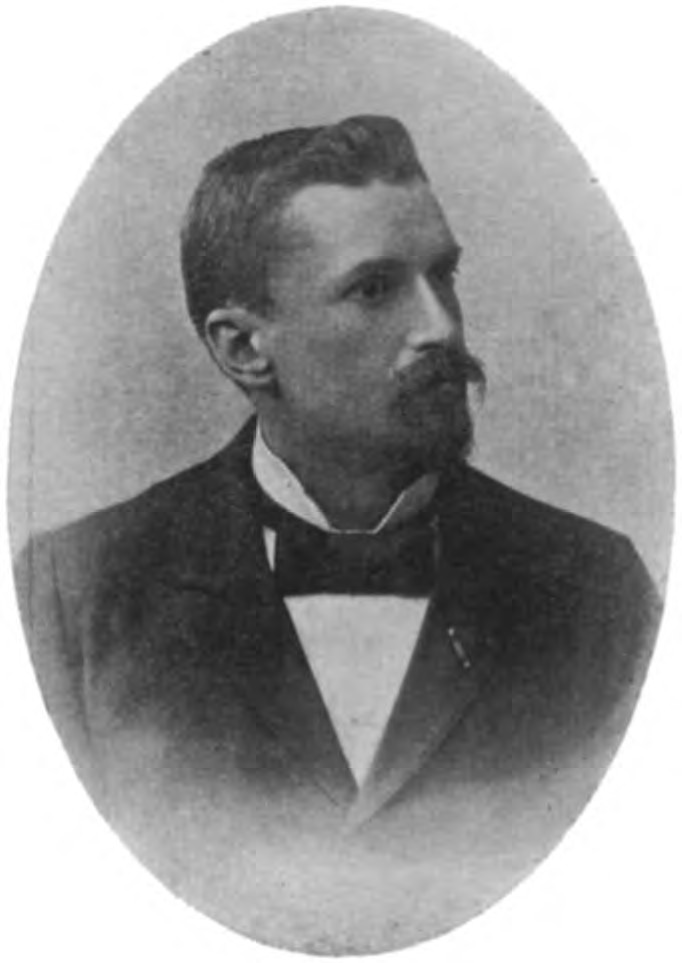
Willem Leonard Pieter Arnold Molengraaff

Willem Leonard Pieter Arnold Molengraaff (* 10. Mai 1858 in Nijmegen; † 7. Juli 1931 in Den Haag) war ein niederländischer Rechtswissenschaftler.

## Leben
Willem Leonard Pieter Arnold war der Sohn des Pfarrers Gerhard Johan Molengraaff (1806–1875) und dessen 1855 geheirateten Frau Willemina Jacoba Theodora Abeleven (1826–1860). Er ist somit ein Bruder des Gustaaf Adolf Frederik Molengraaff. Nach dem Besuch der Lateinschule und des Gymnasiums in seiner Geburtsstadt, immatrikulierte er sich am 25. September 1875 als Student der Rechtswissenschaften an der Universität Leiden. Hier wurden Joël Emanuel Goudsmit, Rembt Tobias Hugo Pieter Liebrecht Alexander van Boneval Faure, Anthony Ewoud Jan Modderman und Johannes Theodoor Buys seine prägenden Lehrer. Am 20. März 1880 promovierte er unter Boneval Faure mit der Arbeit Internationale averij-grosse regeling (deutsch Internationale Havarieanordnung) zum Doktor der Rechte.
Anschließend arbeitete er als Anwalt in Amsterdam und ab 1883 als stellvertretender Richter daselbst. Während jener Zeit begann er 1882 mit seinen Kollegen Hendrik Lodewijk Drucker (1857–1917) und Samuël Katz (1845–1890) die Zeitschrift Rechtsgeleerd Magazijn herauszugeben, für die er eine große Anzahl von Artikeln verfasste. 1883 wurde er Adjunkt-Sekretär und später 1888 Sekretär der Staatskommission zur Erstellung eines Gesetzbuches für den Kaufhandel der Niederlande. Da er vielfältig auf sich aufmerksam gemacht hatte, erhielt er 1885 eine Professur für Handelsrecht und bürgerliche Rechtsverordnungen an der Universität Utrecht, welche Aufgabe er mit der Einführungsrede Het verkeersrecht in wetgeving en wetenschap (deutsch: Das Verkehrsrecht in der Gesetzgebung und Wissenschaft) antrat. Als solcher arbeitete er 1892 als Mitglied und 1894 als Vorsitzender der Staatskommission zur gesetzlichen Regelung der Lebensversicherungen mit und setzte sich für die berufliche Pflichtversicherung von Arbeitern ein. Zudem beteiligte er sich an den organisatorischen Aufgaben der Utrechter Hochschule und war im Akademiejahr 1902/03 Rektor der Alma Mater.
1917 wurde er aus seiner Professur emeritiert und hielt am 8. Juni desselben Jahres seine Abschiedsvorlesung mit dem Thema Een terugblik (deutsch: Ein Rückblick). Danach war er als Wirtschaftsprüfer und Berater einer Rotterdamer Bankvereinigung tätig und arbeitete niederländische Gesetzesvorlagen zum Handelsrecht, Seerecht und Privatrecht aus. Von 1900 bis 1907 und 1908 bis 1918 war er Mitglied der Provinziellen Staaten von Utrecht und wirkte von 1912 bis 1918 als stellvertretender Richter in Utrecht. Man ernannte ihn zum Ritter des Ordens vom niederländischen Löwen, er wurde Ritter des Leopoldsorden von Belgien, 1924 zum Kommandeur des Ordens von Oranje Nassau und 1910 wurde er Mitglied der Königlich Niederländischen Akademie der Wissenschaften. Nach ihm ist das Molengraaff-Institut für Privatrecht in Utrecht benannt.

## Familie
Molengraaff verheiratete sich am 24. April 1881 in Nijmegen mit Heiltje Johanna Henrietta Abeleven (* 5. Januar 1856 in Nijmegen; † 28. Oktober 1915 in Baarn), die Tochter des Apothekers Theodorus Hendrik Arnoldus Jacobus Abeleven (* 28. Dezember 1822 in Nijmegen; † 21. Februar 1904 ebenda) und dessen Frau Johanna Alphertina Willemina Alpherts (* 3. September 1822 in Culemborg; † 29. April 1880 in Nijmegen). Aus der Ehe stammen zwei Söhne und drei Töchter. Von den Kindern kennt man:
- Gerard Johann Hendrik Gustaaf Molengraaff (* 18. Januar 1882 in Amsterdam; † 27. Januar 1882 ebd.)
- Johanna Alpertina Willemina Molengraaff (* 30. November 1883 in Amsterdam; † 22. September 1906 in Utrecht)
- Willemina Jacoba Theodora Molengraaff (* 30. Juni 1887 in Utrecht; † 21. Dezember 1979 in Apeldoorn) verh. 9. Juli 1912 in Utrecht mit Willem Cornelis Mees (* 10. November 1882 in Groningen; † 6. Mai 1976 in Apeldoorn)
- Gerard Johan Hendrik Molengraaff (* 30. Juni 1887 in Utrecht; † 10. April 1961 in Wassenaar), wurde Geologe, verh. 14. April 1927 in Curacao mit Ellen Louisa Tolcher Eccles (* um 1905)
- Theodora Willemina Gustava Molengraaff (* 16. März 1890 in Utrecht; † 26. Januar 1976 in Katwijk)

## Werke (Auswahl)
- Internationale avarij-grosse regeling. Leiden 1880
- Het verkeersrecht in wetgeving en wetenschap. Haarlem 1885
- De begrafenisfondsen in Nederland. Ouderkerk, 1892
- De Faillissementswet verklaard. Den Haag, 1898
- De dageraad van het wereldrecht. Utrecht 1899
- Frontoniana. Utrecht 1902
- Het onderzoek naar het vaderschap. Baarn 1905
- Leiddraad bij de beoefening van het Nederlandsch Handelsrecht. 1917, 1923–1925 u.ö. 4. Bde.
- De zoogenaamde nationaliteit der naamlooze vennootschap. Amsterdam 1918
- Het Permanente Hof van Internationale Justitie. Amsterdam 1922
- Inleiding tot het Nederlandsche Handelsrecht. Haarlem 1925, 1930
- Kort begrip van het nieuwe Nederlandsche zeerecht. Haarlem 1927
- Die Schiedsgerichtsbarkeit in Handelssachen und die niederländische Gesetzgebung. Paris 1928
- Principes de droit commercial neérlandais. Paris 1931